# Gasmotorenfabrik Deutz

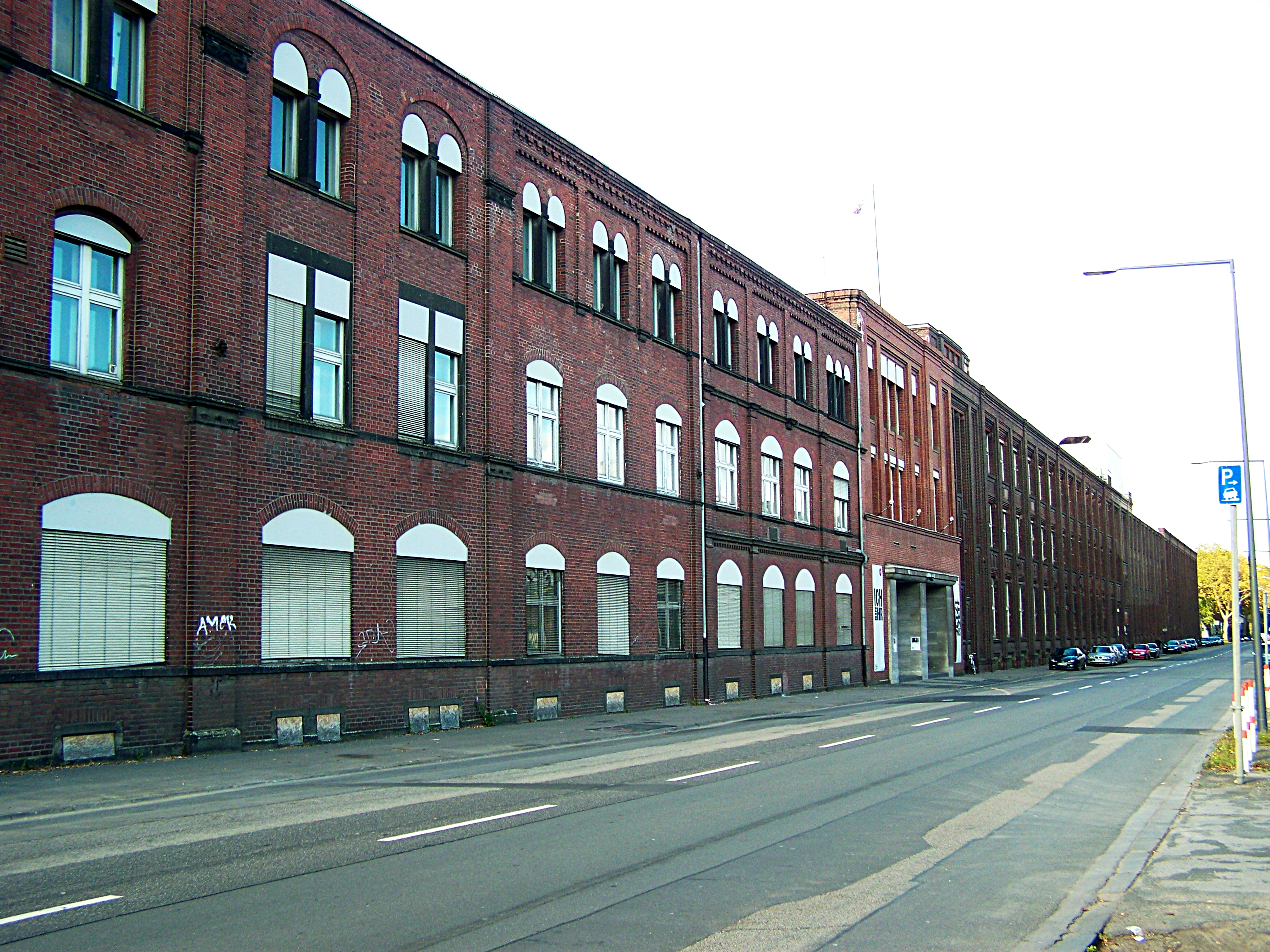
Gasmotorenfabrik Deutz, Köln-Mülheim, Deutz-Mülheimer Str. 147–155 (c) (2012)

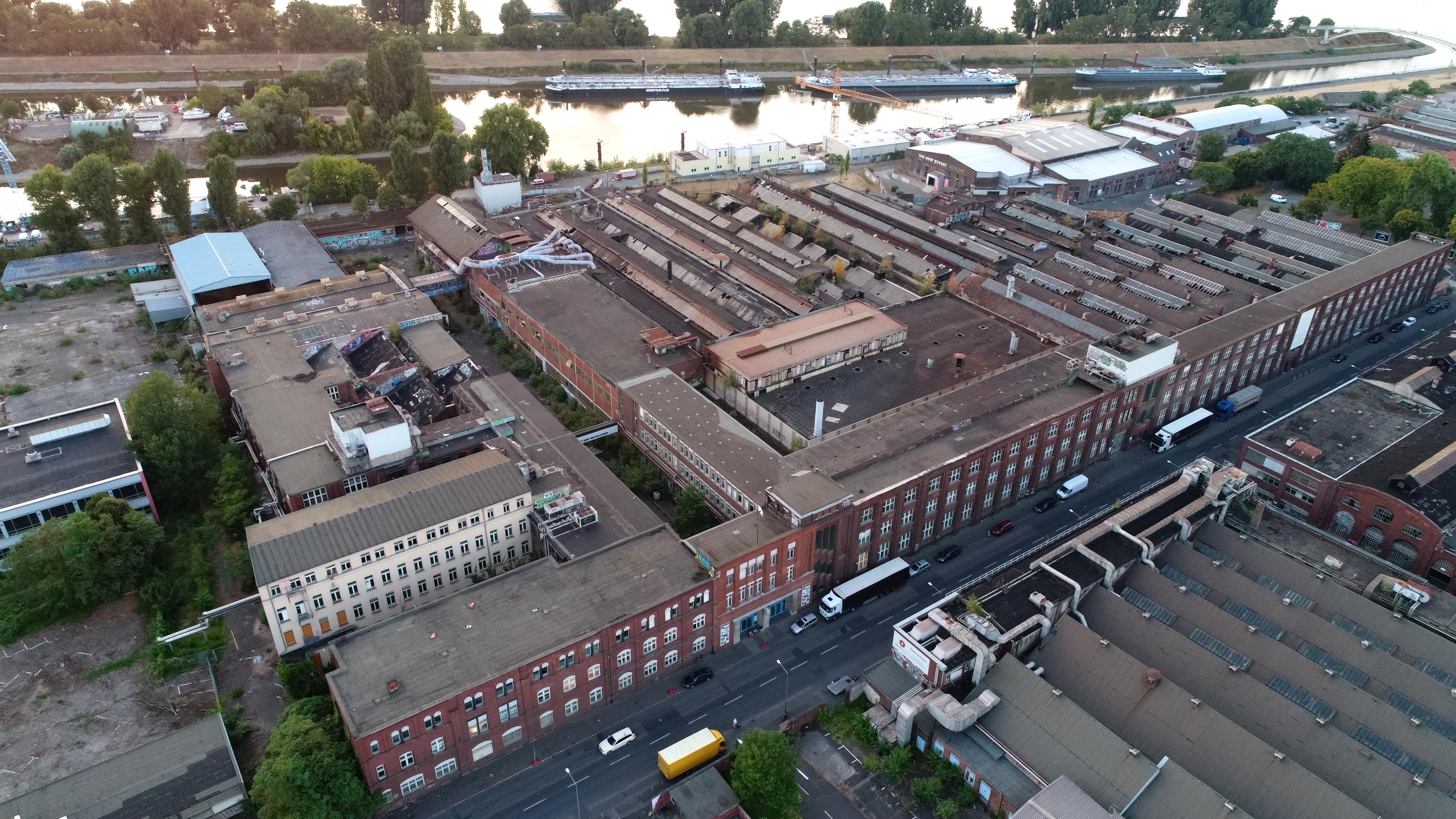
Gasmotorenfabrik Deutz aus der Vogelperspektive (2018)

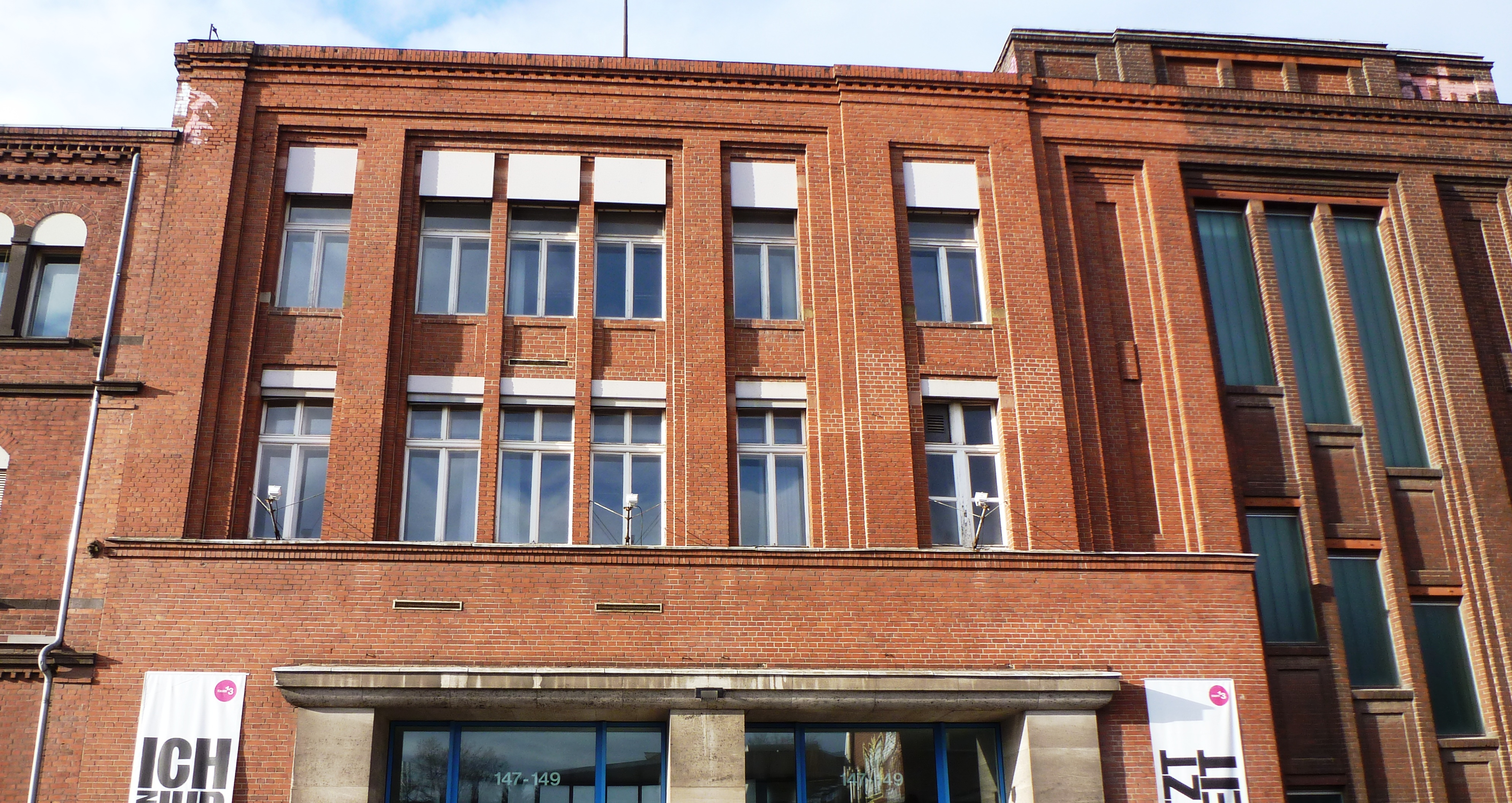
Ehem. Haupteingang (2011)

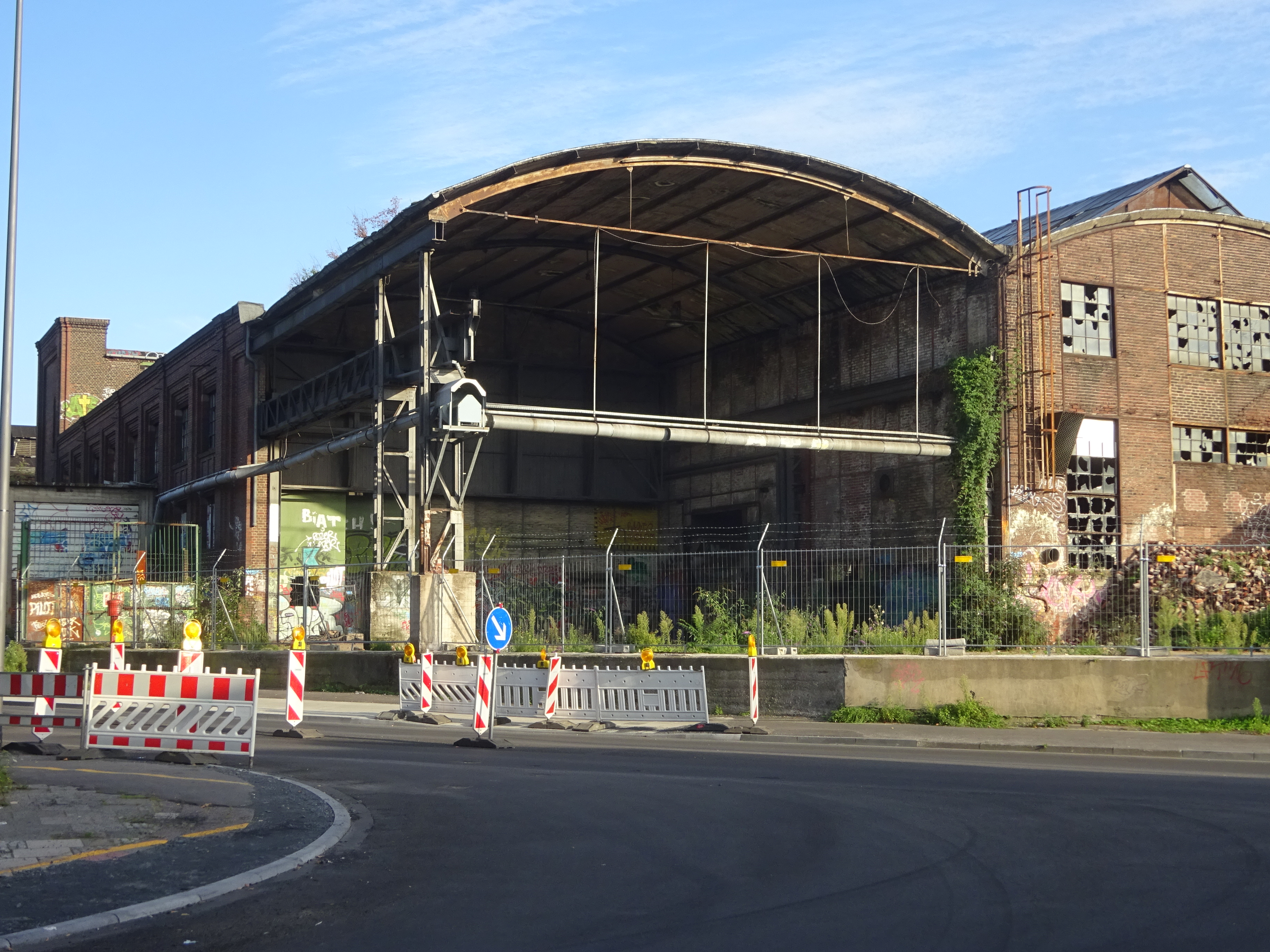
Ehem. Mittelmotorenbau (Teil), Ecke Auenweg/Hafenstraße (1910/11) (Foto: 2017)

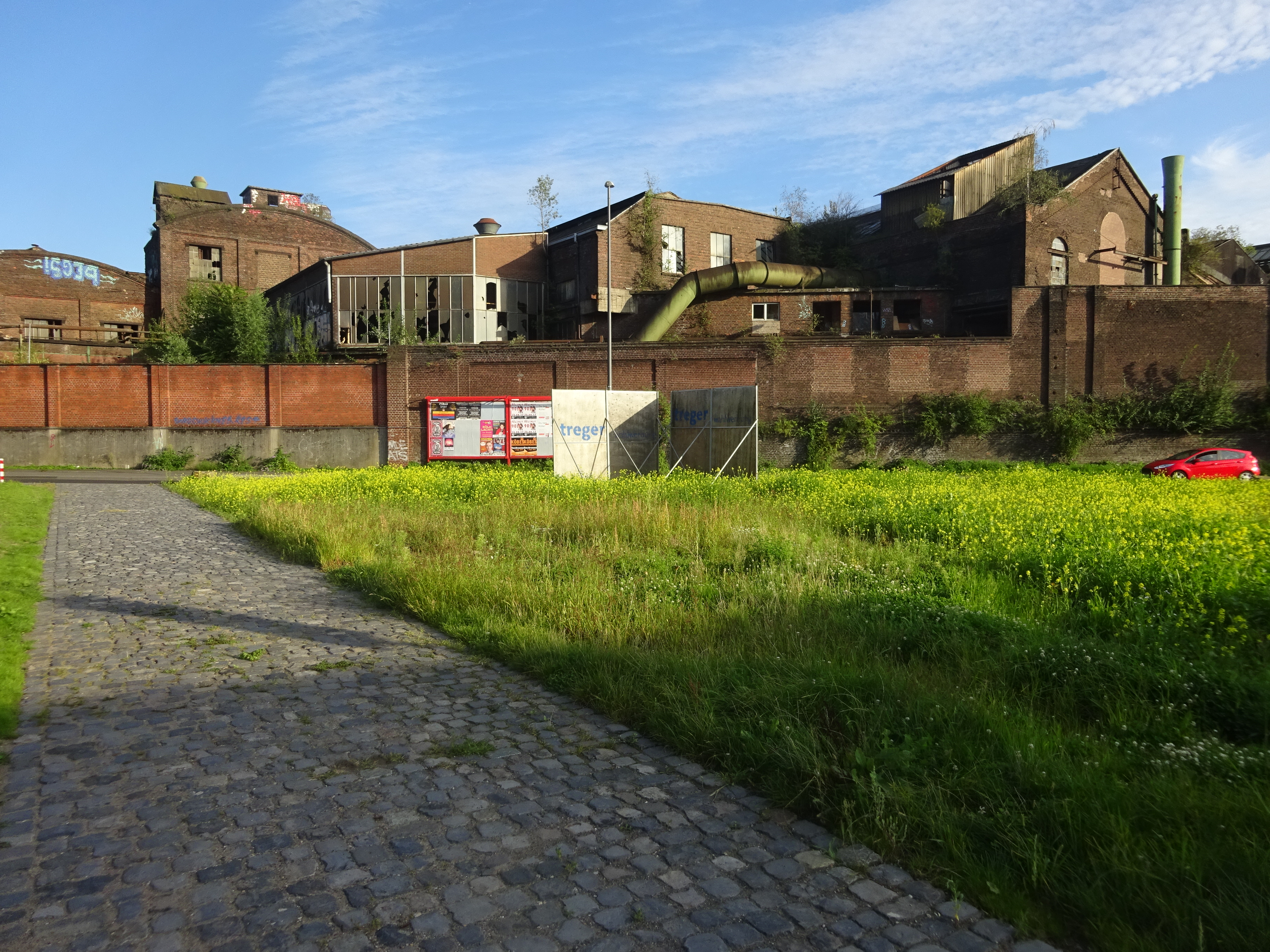
Ehem. Mittelmotorenbau (1910/11) (Foto: 2017)

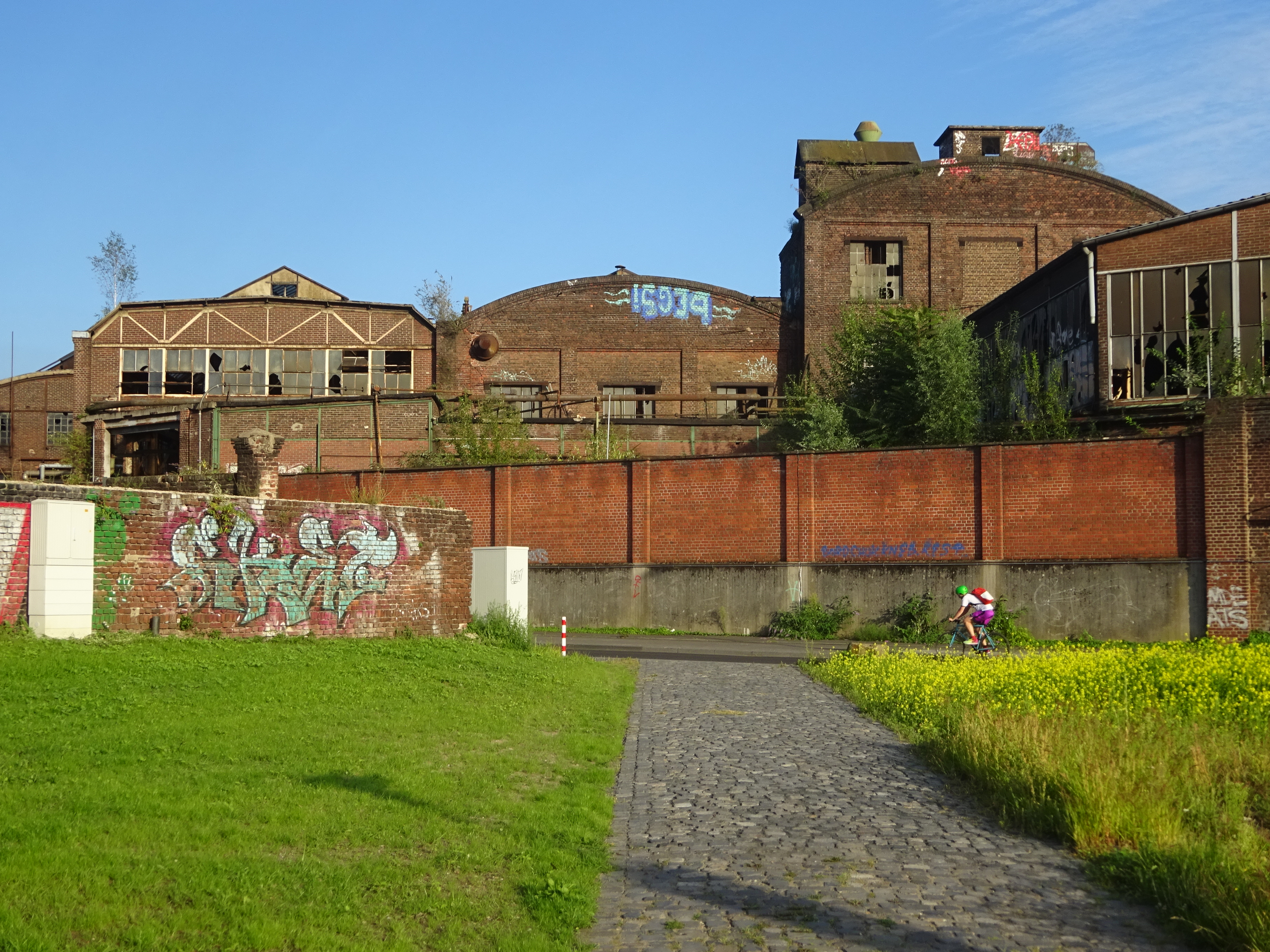
Ehem. Mittelmotorenbau (Teil), Ansicht Auenweg (1910/11) (Foto: 2017)

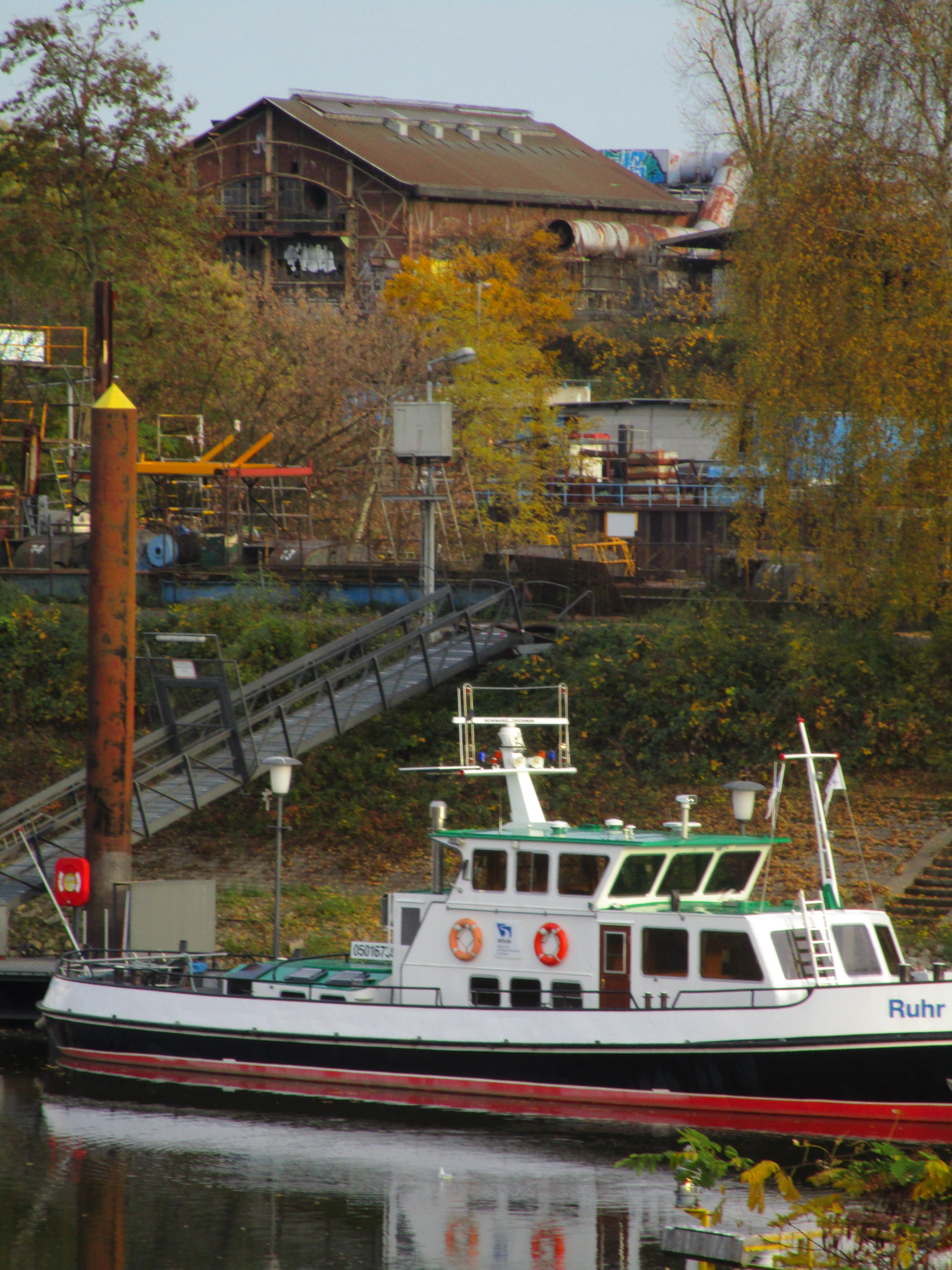
Möhring-Pavillon (1902), gesehen über den Mülheimer Hafen (2015)

Die Gasmotorenfabrik Deutz ist ein historisches Unternehmen und Industriegelände in Köln-Mülheim, das als „Geburtsstätte der Weltmotorisierung“ bezeichnet wird.

## Lage
Das ursprüngliche Fabrikgelände befindet sich im Süden von Mülheim zwischen Auenweg und Deutz-Mülheimer Straße auf Höhe des Mülheimer Hafens. Die Hauptfassade erstreckt sich entlang der Deutz-Mülheimer Straße. Um 1880 wurde auch das Gelände östlich der Deutz-Mülheimer Straße für die Fabrik erschlossen; um 1890 wurde dort ein neuer Hallenkomplex für den Kleinmotorenbau errichtet; später folgte die Hallen für den Großmotorenbau an der Deutz-Mülheimer Straße einschließlich des prägnanten abgerundeten Nordgiebels mit Firmennamen.

## Geschichte
Die 1864 gegründete und ab 1867 an dieser Stelle errichtete Gasmotorenfabrik Deutz ist das namensgebende Vorgängerunternehmen der heute in Köln-Porz ansässigen Deutz AG. Von 1959 bis 1997 war es Teil des Klöckner-Humboldt-Deutz-Konzerns.

## Fabrikgelände
Von den ursprünglichen Bauten aus den 1860er und 1870er Jahren ist nach Neubebauung des Geländes ab 1890 wahrscheinlich oberirdisch nichts mehr erhalten. Ein Teil könnte in das ab 1890 im nördlichen Bereich an der Deutz-Mülheimer Straße errichtete Verwaltungsgebäude integriert worden sein. Dieses zeigt auch an der geschlossenen Südseite eines mehrstöckigen rückwärtigen Flügels im Mauerwerk die großformatigen Buchstaben G.F.D. für Gasmotorenfabrik Deutz. Die aufwändige Dach- und Giebellandschaft des Gebäudes ging wohl im Zweiten Weltkrieg bzw. dem darauf folgenden Wiederaufbau verloren.
Nach Norden schließt sich an die ehemalige Verwaltung ein zweigeschossiger, langgestreckter Schirmbau mit großflächiger vertikaler Gliederung entlang der Deutz-Mülheimer Straße an, der um 1911 entstand und den dahinter liegenden Gießereikomplex verbarg.
Etwa gleichzeitig mit der Hauptverwaltung entstand östlich der Deutz-Mülheimer Straße der noch erhaltene Hallenkomplex des Kleinmotorenbaus, der aus einer erhöhten Mittelhalle und beidseitigen Shedhallen mit je vier Schiffen besteht.
Nach der Industrie- und Gewerbeausstellung Düsseldorf im Jahre 1902 wurde der Ausstellungspavillon der Gasmotorenfabrik (Annex des GHH-Pavillons) südlich der Kleinmotorenfabrik ebenfalls nahe dem Auenweg wieder aufgebaut. Beide Bauteile waren von Bruno Möhring gestaltet und in der Stahlbauwerkstatt der Gutehoffnungshütte in Oberhausen-Sterkrade unter Reinhold Krohn gebaut worden. Der Möhring-Pavillon ist vom Mülheimer Hafen aus gut zu erkennen und war einst mit dem Namenszug des Unternehmens auf seiner Giebelseite versehen.
Um 1910, nach den umfangreichen Hallenneubauten östlich der Deutz-Mülheimer Straße und der Verlagerung wesentlicher Produktionsteile dorthin, wurde das Gelände der ersten Fabrik mit einer neuen Gießerei überbaut, in die auch der Möhring-Pavillon einbezogen wurde. Wohl im Laufe weiterer Modernisierungen und dem Wiederaufbau nach dem Zweiten Weltkrieg war schließlich das Gelände weitgehend überdacht.
Seit den 1990er Jahren wurde das Werk schrittweise stillgelegt und das Gelände vom Land Nordrhein-Westfalen erworben. Heute wird der im Besitz eines Immobilienentwicklers befindliche Riegel an der Deutz-Mülheimer Straße als „raum13/Deutzer Zentralwerk der Schönen Künste“ genutzt und der Öffentlichkeit bei verschiedenen Gelegenheiten, so auch beim Tag des offenen Denkmals, zugänglich gemacht.

## Zukünftige Nutzung
Das Gelände wurde zusammen mit dem Mülheimer Hafen im Rahmen eines städtebaulichen Ideenwettbewerbs der Stadt Köln durch zwei Teams aus Architekten und Landschaftsplanern neu gestaltet. Die unter Denkmalschutz stehenden Bauten, der Möhring-Pavillon und der Riegel an der Deutz-Mülheimer Straße einschließlich des alten Verwaltungsgebäudes, sollen dabei integriert und umgenutzt werden.